# Николаев, Всеволод Борисович
Все́волод Бори́сович Никола́ев  (1907—1979) — советский химик.

## Биография и научная деятельность
Родился 11 (24 февраля) 1907 года вТифлисе, в семье служащего Государственного Банка .Окончил среднюю школу там же .
Один из ведущих специалистов в области химико-строительной техники в СССР в 1940—1960-х годах.
В 1928 году — начал работать электриком. 
В 1935 году — окончил ЛИИ имени М. И. Калинина.
В 1942 — главный инженер (заместитель директора) НИИхиммаш.
С лета 1943 года — научный руководитель лаборатории разделения газов. Член первого состава Ученого совета НИИхиммаш (1943).
В апреле 1947 года — В. Б. Николаев после длительной загранкомандировки в США и полугодичной работы заместителем начальника отдела в ММиП СССР возвратился в НИИхиммаш и был назначен первым заместителем директора института.
22 июня 1953 года — возглавил руководство НИИхиммаш, в том же году переименованного во ВНИИхиммаш — Всесоюзный научно-исследовательский институт химического машиностроения. В период его работы НИИхиммашем были разработаны десятки образцов высокоэффективного химико-технологического оборудования, а заводами страны с участием специалистов НИИхиммаша освоено производство этого оборудования.
17 июня 1959 года — в связи с переходом на работу в Государственный Комитет Совета Министров СССР по Автоматизации и Машиностроению, В. Б. Николаев освобожден от обязанностей директора института.
С 1958 года — главный редактор журнала «Химическое и нефтяное машиностроение», с 1965 года журнал переводится на английский язык и издается под названием «Chemical and Petroleum Engineering».

## Награды и премии Заканчил
- четыре ордена Трудового Красного Знамени (1945 — за выполнение правительственного задания по боеприпасам)
- орден «Знак Почёта».
- медали
- Сталинская премия третьей степени (1950) — за разработку и промышленное освоение нового метода получения химического продукта

## Публикации
- Николаев В. Б. Основные задачи химического машиностроения: доклад на VIII Менделеевском Съезде по Общей и Прикладной Химии. — М.: Издат. АН СССР, 1959.
- Николаев В. Б. Повышение эффективности управления системами теплоснабжения: на примере Москвы Библиотека работника жилищно-коммунального хозяйства. — М.: Стройиздат, 1960.

## Семья
Был женат на дочери офицера царской армии — Черниковой Анне Григорьевне (1889—1976), брак был бездетным; принимал участие в воспитании племянниц жены и брата Олега :  Елены и Евгении , Ирины и Бориса